# Canto alla cilentana
Il canto "alla cilentana" è un'espressione canora diffusa nel Cilento (in provincia di Salerno), e in zone limitrofe in Lucania, in Calabria e perfino nel territorio prossimo a Caserta. Fondamentalmente è un canto a distesa, ovvero un canto prolungato, molto acuto e melismatico, secondo modalità tipiche del Mediterraneo, con quarti di tono e suoni detti "lacerati".
Non rara è la presenza di suoni fonetici derivati dagli usi lavorativi (mietitura, pascolo, taglio dell'ulivo).

## Funzione
Il canto alla cilentana assolve principalmente la funzione della serenata che nel Cilento è accompagnata o dalla chitarra battente, dalla zampogna o dall'organetto. Spesso è eseguito a voce sola (canti dei carbonai). Nella serenata si distinguono alcuni temi: amore, sdegno, partenza e spartenza, sfortuna, lontananza.

## Testo
Il testo è quasi sempre un'ottava di tipo siciliano il cui finale è composto da un "fioretto" come:
tu sienti li parole e no la voce»
Tuttavia possono essere presenti anche stornelli veri e propri. Il componimento può essere sia in dialetto, sia un'imitazione dell'italiano colto. Per italiano colto si intende nella tradizione anche quello ottocentesco.